# Onthophagus versutus
Onthophagus versutus là một loài bọ cánh cứng trong họ Bọ hung (Scarabaeidae).